# Syllectra fictilinea
Syllectra fictilinea là một loài bướm đêm trong họ Erebidae.